# 通远门
通远门位于重庆市渝中区七星岗街道，是重庆主城区保存较为完好的规模最大的古城墙遗址。

通遠門甕城

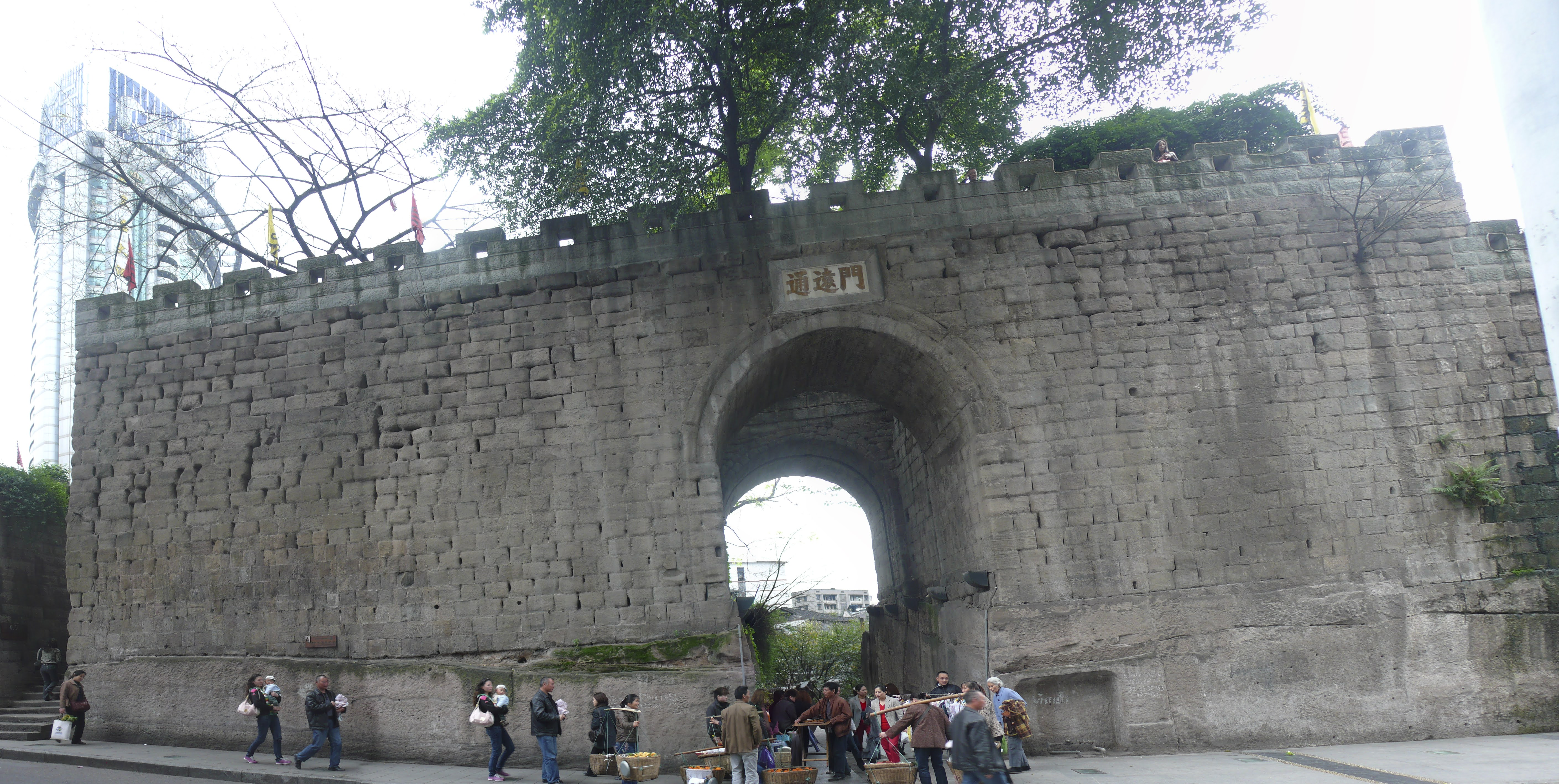
通遠門城門內

## 历史
通远门是重庆城十七座城门之一，最早建于南宋末年，是重庆城唯一的陆路通道，门外的七星岗过去是一片乱坟岗。明洪武四年（1371年）指挥戴鼎筑城，清初再一次修复通远门。1922年杨森推行市政改革，夷平乱葬岗，通远门内领事巷里逐渐修建起英国领事馆、法国领事馆、德国领事馆、仁爱堂修道院。
通远门位于重庆城的正西面，是古代重庆唯一一座陆路城门，是古重庆城通往外地的唯一起点，故称“通远”。
现在通远门改建成了遗址公园，在城墙上下修筑了一座雕像群，还原了古代战争攻城军队与守城军队的激烈争斗的情景。在公园内有三座浮雕，讲述了在通远门发生的历史故事。另有一《通远门赋》，用魏体雕刻。後来在公园内新修了七座水缸，目的是表现出公园所在地七星岗的来历，文化底蕴深厚。
1987年1月23日列為重慶市第二批市級文物保護單位初定名單。1992年3月19日列為重慶市第二批市級文物保護單位，重庆直辖后，2000年9月7日列為第一批重慶市文物保護單位。2013年以“重庆古城墙”之名与东水门共同被列为第七批全国重点文物保护单位。
2023年7月21日，受暴雨影响，通远门城墙局部发生滑坡。

## 圖像

通遠門甕城
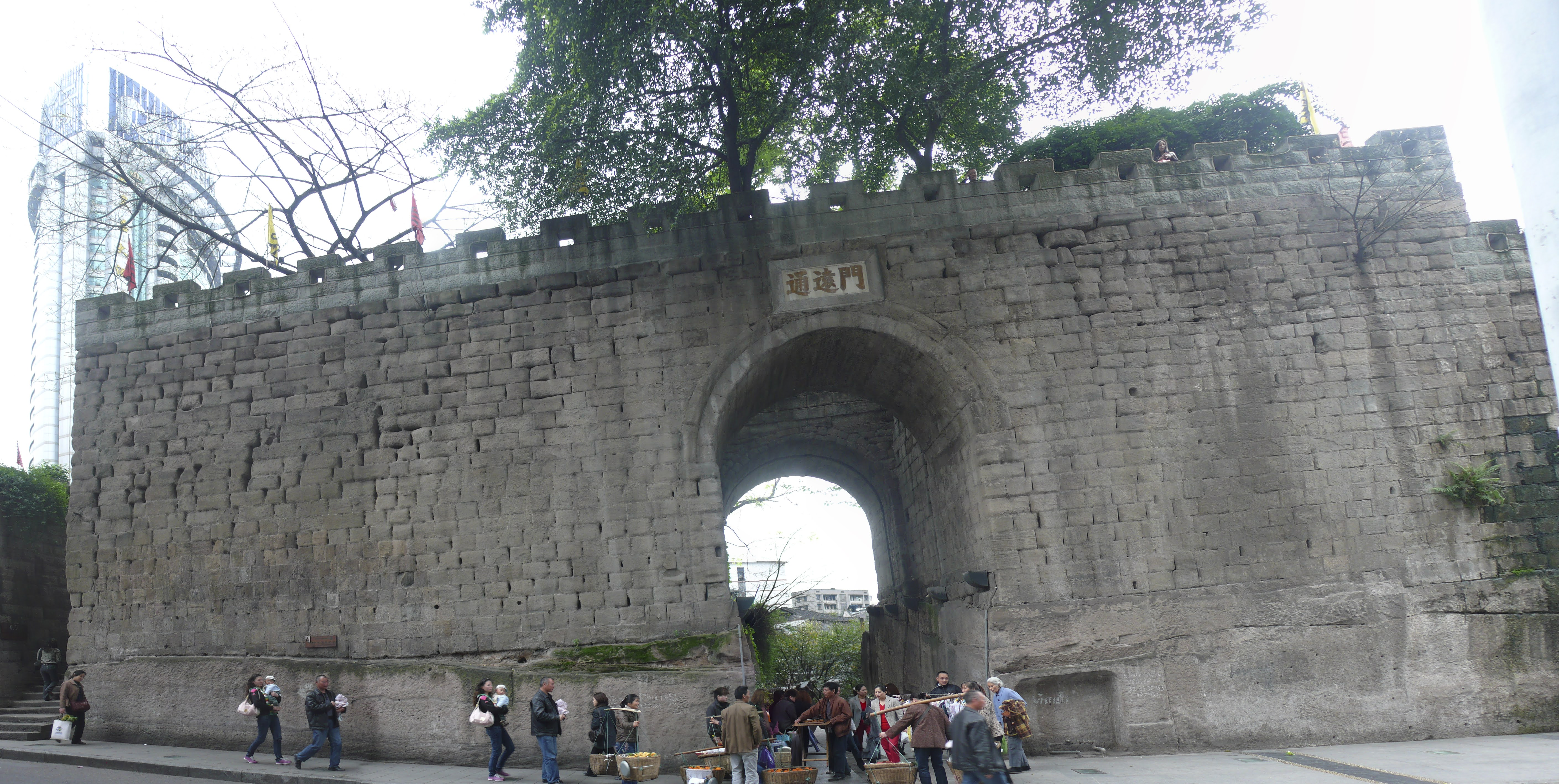
通遠門城門內